# Lista de brasileiros mortos por COVID-19
Esta é uma lista de brasileiros notáveis que morreram em decorrência de complicações da COVID-19. Nela, serão considerados notáveis os brasileiros que possuem um verbete na Wikipédia. Portanto, esta lista não pretende ser exaustiva, nem incluir os brasileiros notórios por outros critérios ou os que não possuem ainda um verbete.

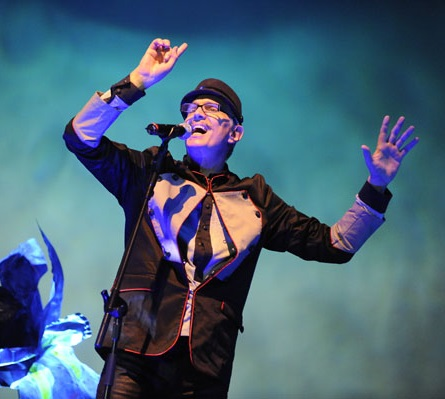
Ciro Pessoa, vitimado pela COVID-19, enquanto se tratava de um câncer

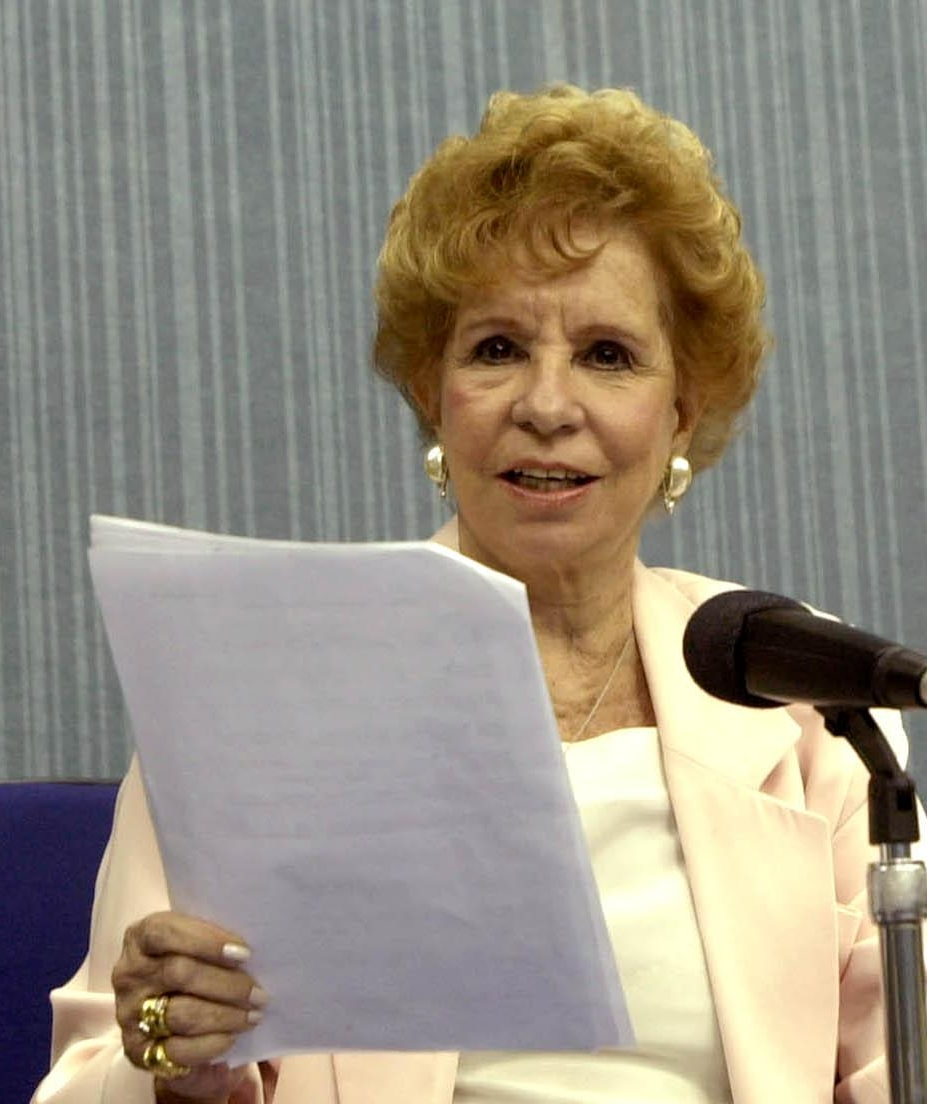
Daisy Lúcidi, atriz e política

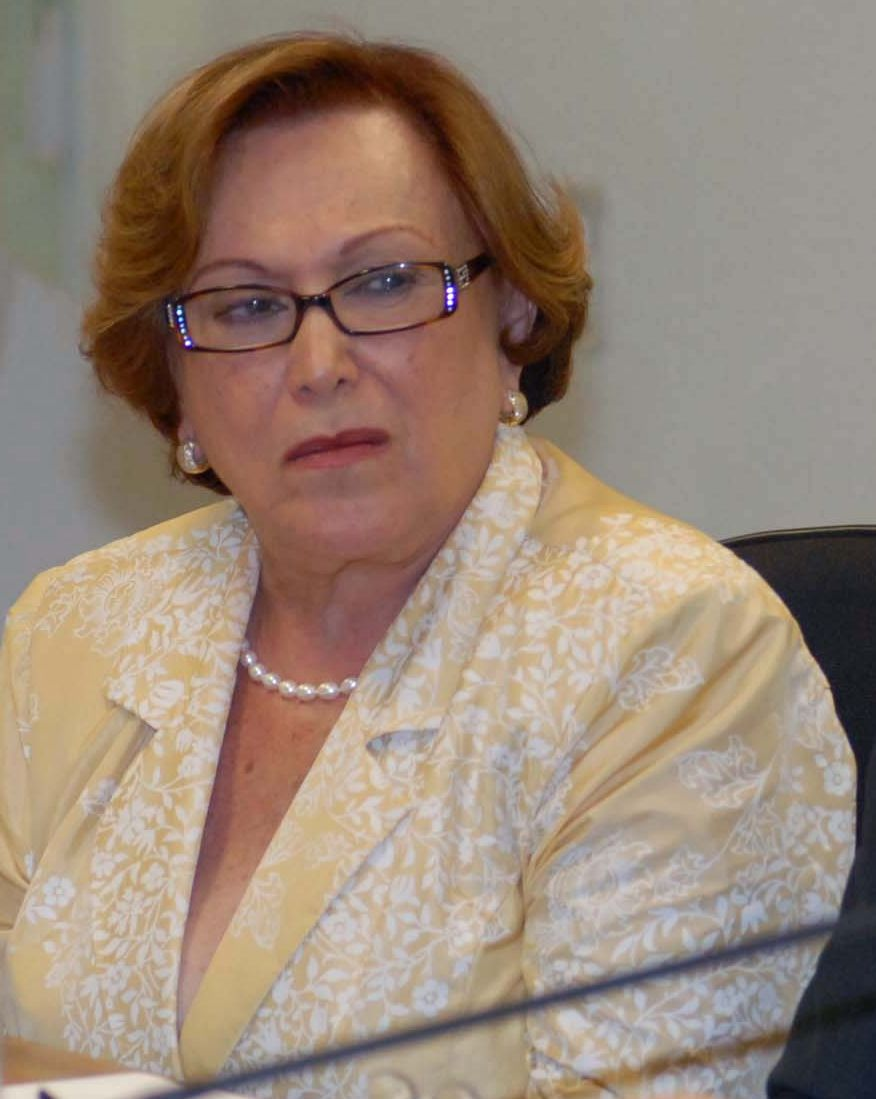
Nicette Bruno, atriz

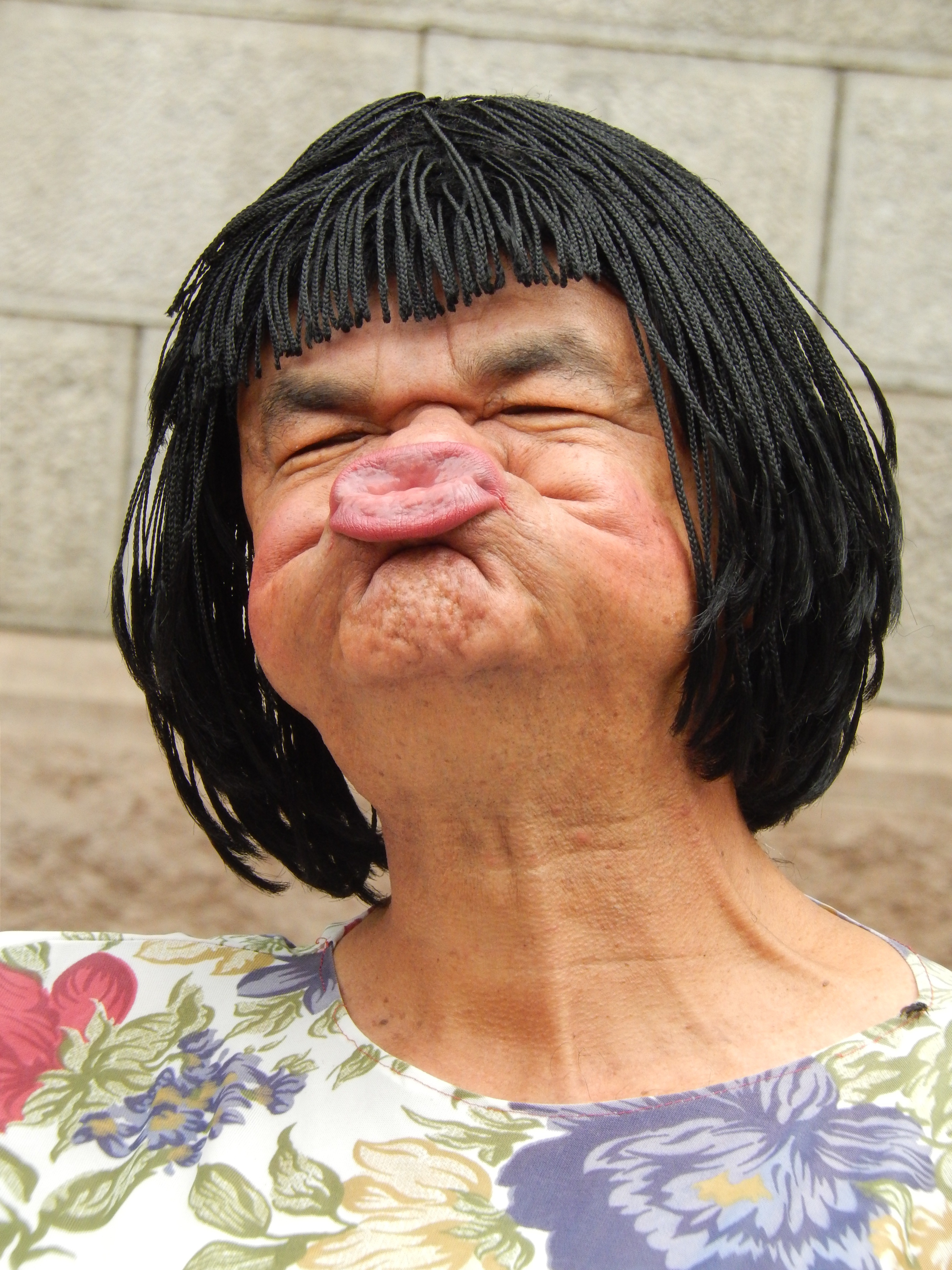
Rodela, humorista, participou do Programa do Ratinho

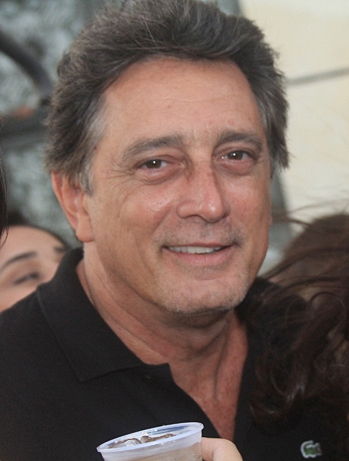
Eduardo Galvão, ator

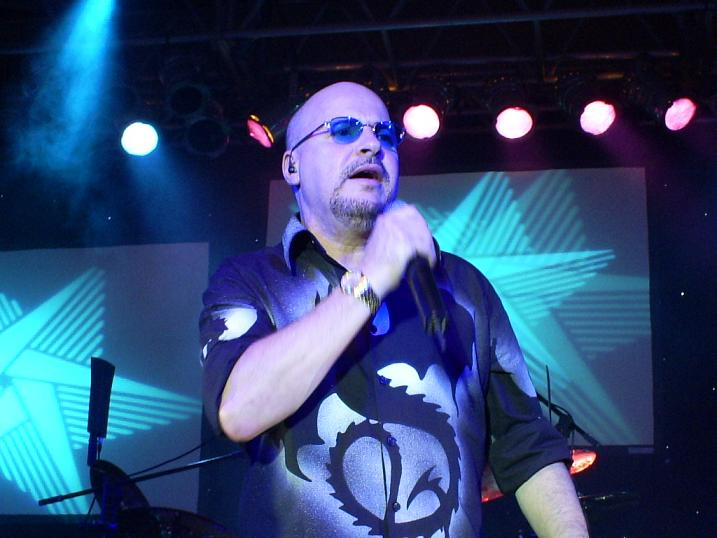
Paulinho, vocalista do Roupa Nova

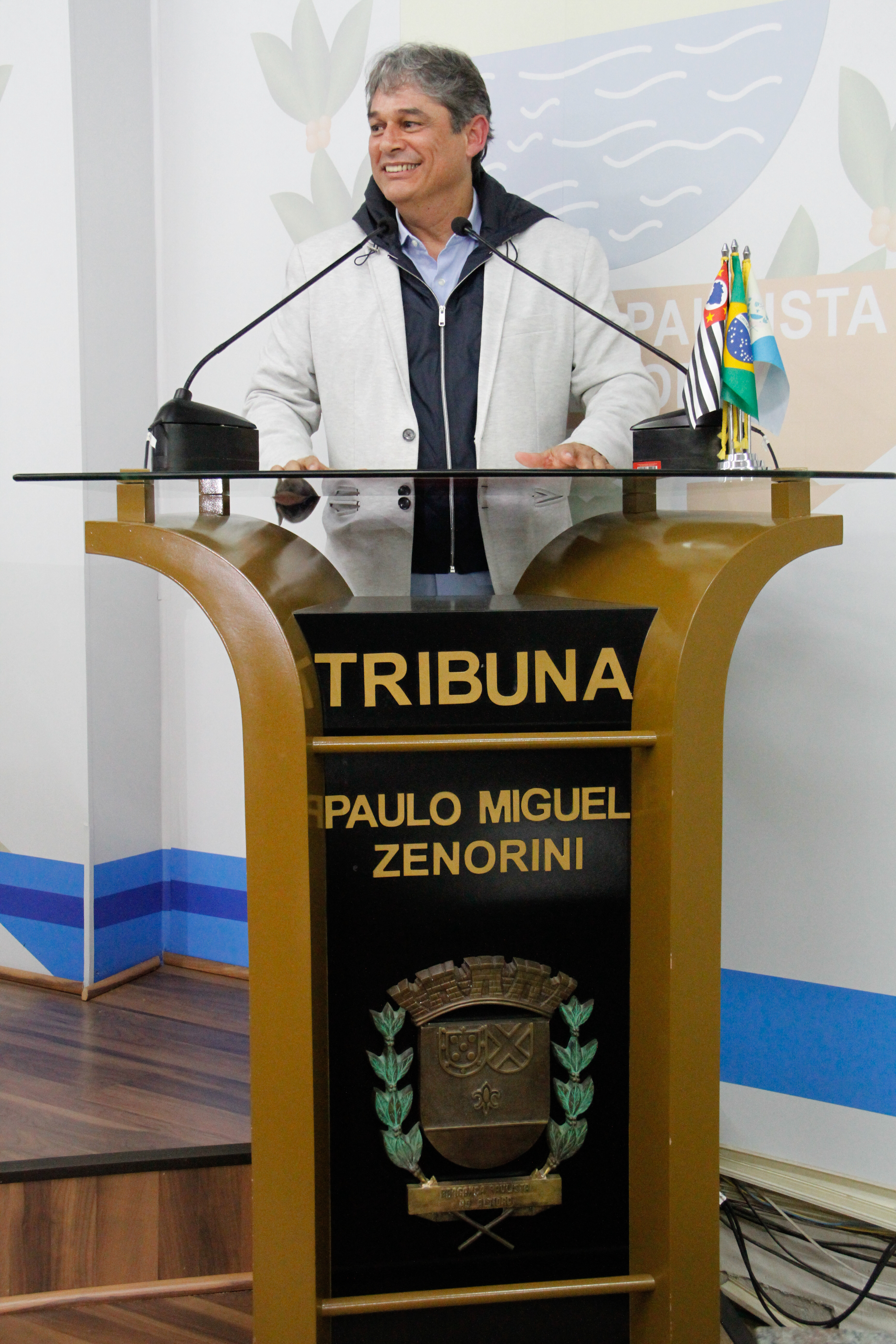
Marcelo Veiga, futebolista e treinador

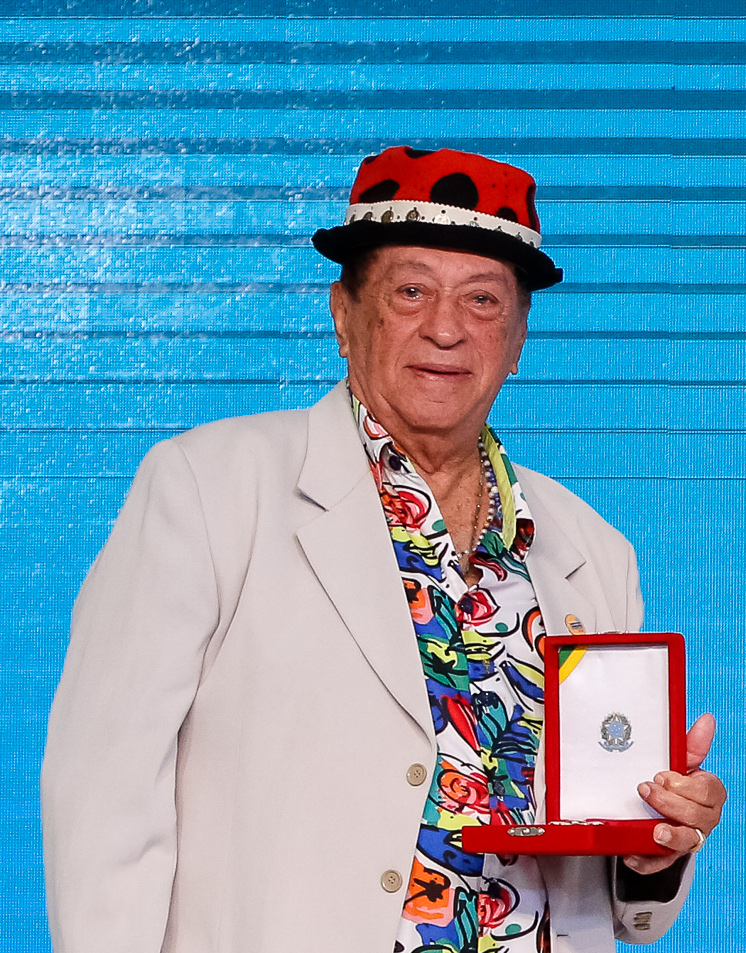
Genival Lacerda, cantor, conhecido com Rei da Muganga, popularizado pela música Severina Xique-Xique

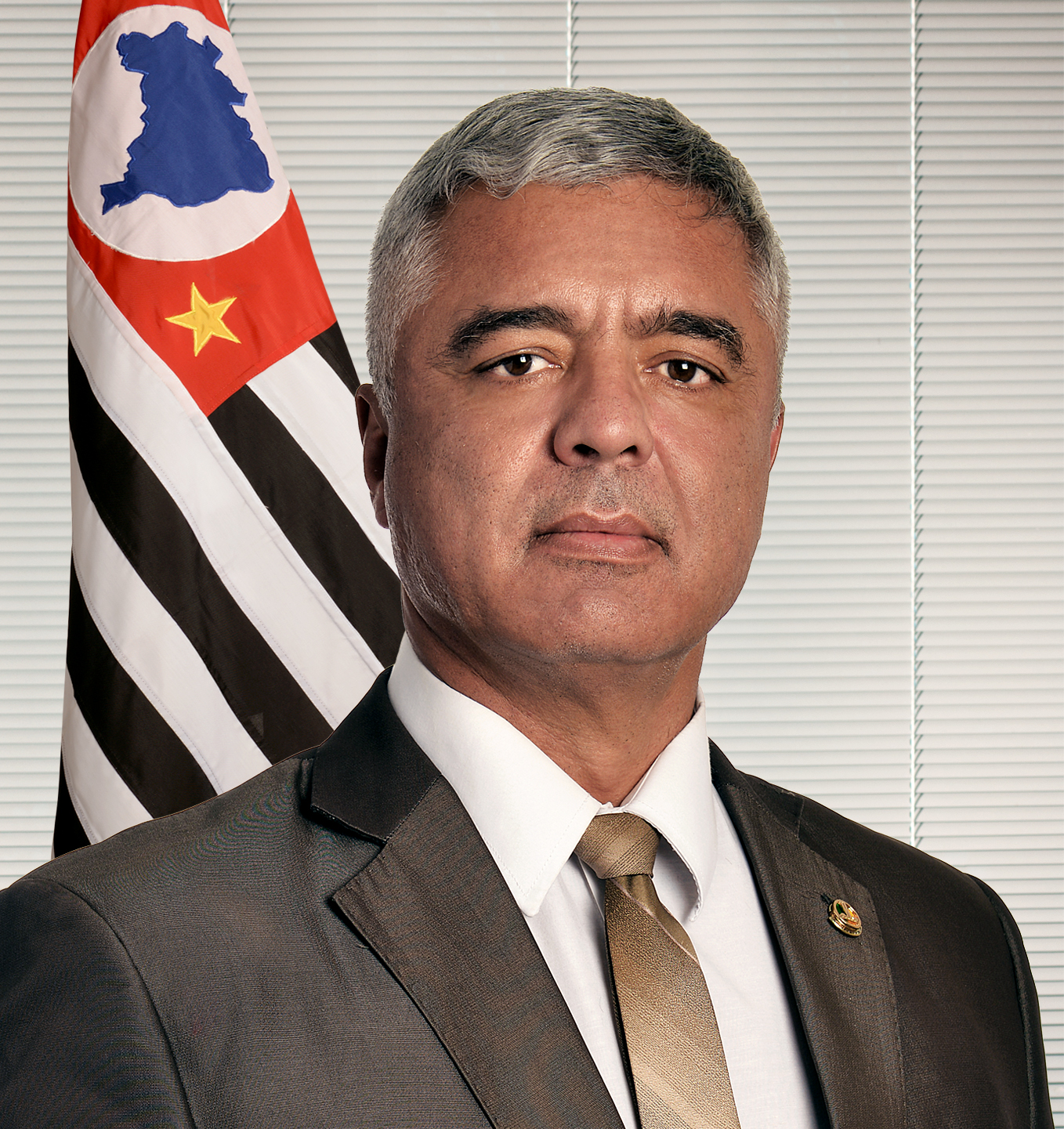
Major Olímpio, policial militar e senador

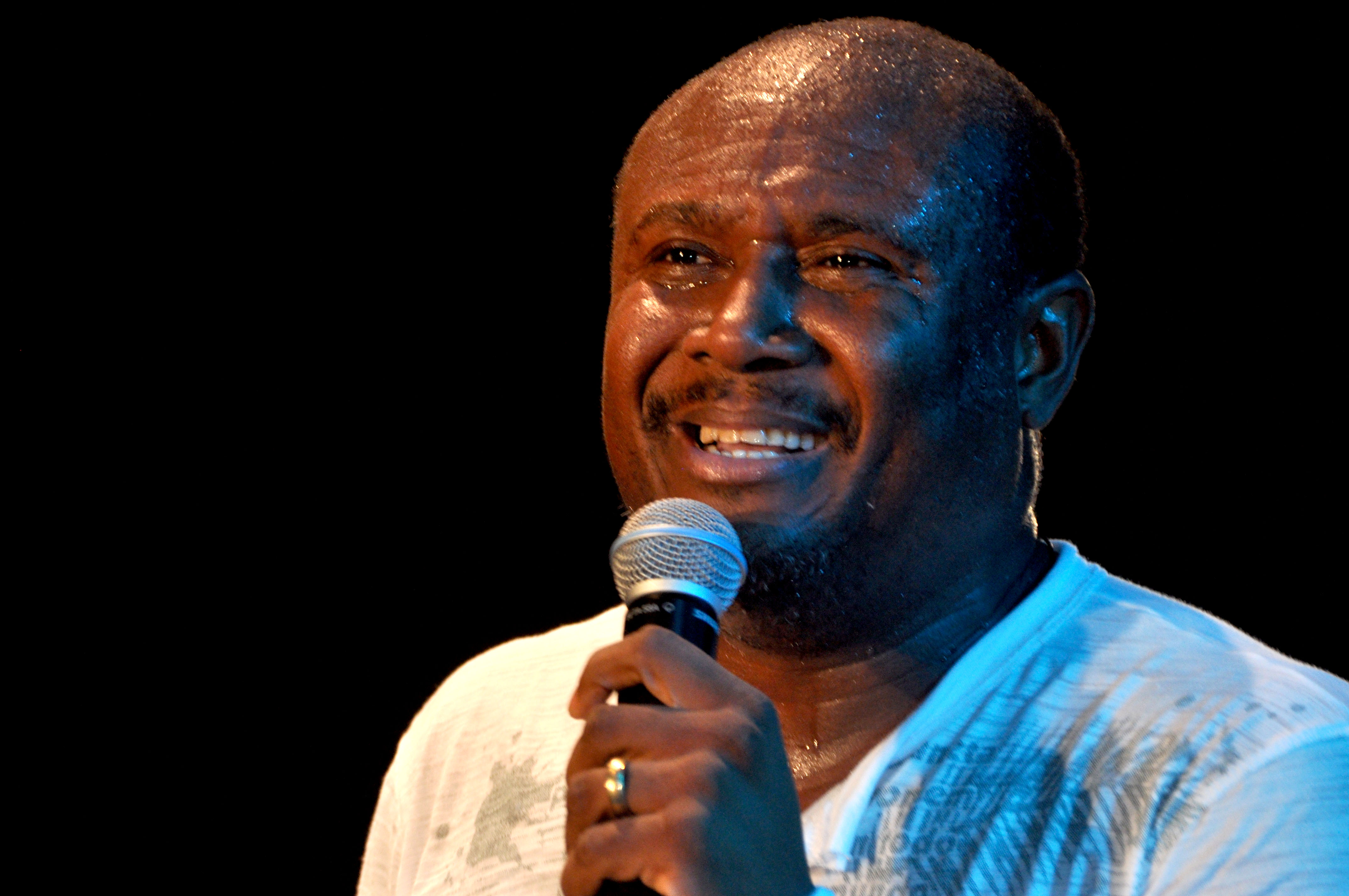
Irmão Lázaro, cantor e político

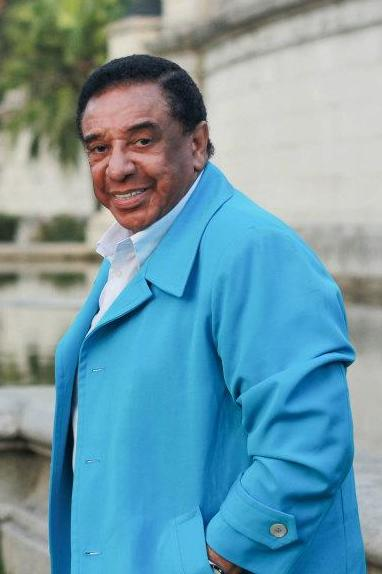
Agnaldo Timóteo, cantor e político

Ruth Roberta de Souza, esportista

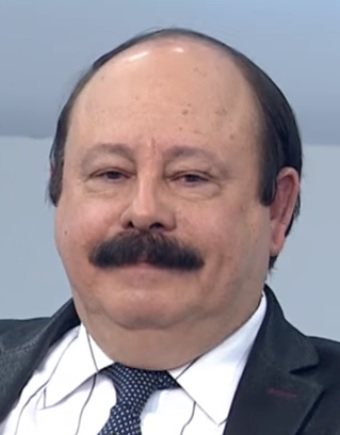
Levy Fidelix, político

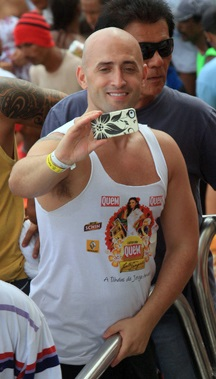
Paulo Gustavo, ator e humorista

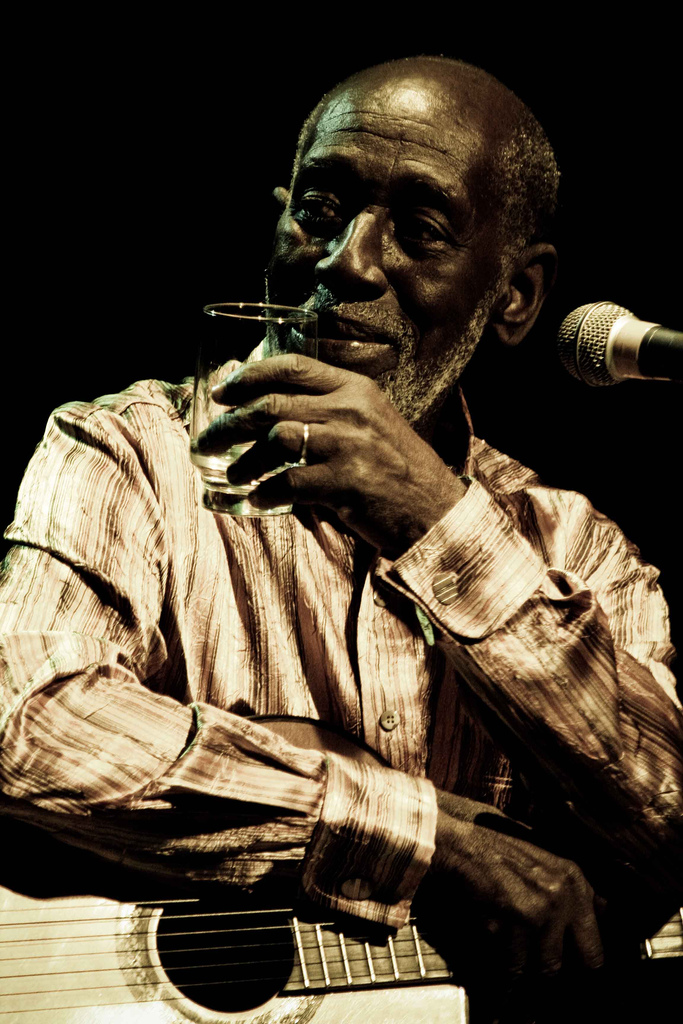
Nelson Sargento, sambista

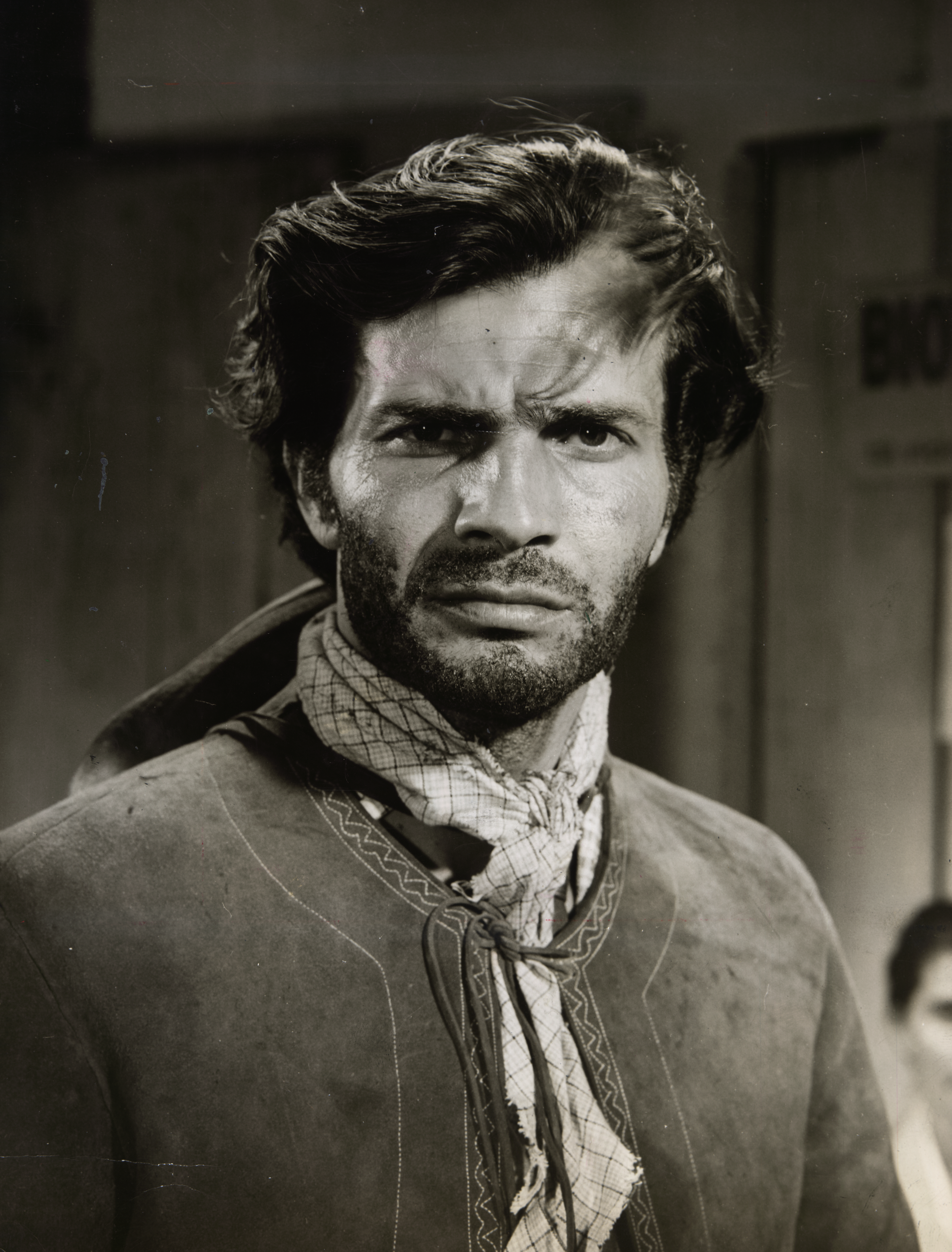
Tarcísio Meira, ator

|     | Nome                               | Profissão | Idade | Data da morte | ref     |
| --- | ---------------------------------- | --- | ----- | ------------- | ------- |
| 1   | Sérgio Trindade                    | Engenheiro químico e pesquisador | 79    | 18/03/2020    | [ 1 ]   |
| 2   | Martinho Lutero Galati             | Maestro | 66    | 25/03/2020    | [ 2 ]   |
| 3   | Naomi Munakata                     | Maestrina | 64    | 26/03/2020    | [ 3 ]   |
| 4   | Daniel Azulay                      | Artista plástico | 72    | 27/03/2020    | [ 4 ]   |
| 5   | Florindo Corral                    | Empresário | 70    | 04/04/2020    | [ 5 ]   |
| 6   | Vitor Sapienza                     | Político; deputado estadual de São Paulo (1987-2019) | 86    | 09/04/2020    | [ 6 ]   |
| 7   | Aldo di Cillo Pagotto, S.S.S       | Bispo católico; arcebispo- emérito da Paraíba | 70    | 14/04/2020    | [ 7 ]   |
| 8   | Gerson Peres                       | Político; deputado federal pelo Pará (1983-2003)/(2007-2011) | 88    | 21/04/2020    | [ 8 ]   |
| 9   | Ricardo Brennand                   | Empresário, engenheiro e colecionador de arte | 92    | 24/04/2020    | [ 9 ]   |
| 10  | Miquéias Fernandes                 | Político; deputado estadual do Amazonas (1991–2002) | 69    | 26/04/2020    | [ 10 ]  |
| 11  | Asdrubal Bentes                    | Político; deputado federal pelo Pará (1987-2014) | 80    | 27/04/2020    | [ 11 ]  |
| 12  | Altamiro Moyses Zimerfogel         | Ativista | 81    | 28/04/2020    | [ 12 ]  |
| 13  | Fernando Sandoval                  | Jogador de pólo aquático | 77    | 01/05/2020    | [ 13 ]  |
| 14  | Sérgio Bueno de Camargo            | Médico | 73    | 02/05/2020    | [ 14 ]  |
| 15  | Aldir Blanc                        | Compositor | 73    | 04/05/2020    | [ 15 ]  |
| 16  | Ciro Pessoa                        | Músico e cantor | 62    | 05/05/2020    | [ 16 ]  |
| 17  | João Kabeção                       | Skatista | 47    | 05/05/2020    | [ 17 ]  |
| 18  | Daisy Lúcidi                       | Atriz, política e radialista; deputada estadual do Rio de Janeiro (1983-1995) | 90    | 07/05/2020    | [ 18 ]  |
| 19  | Jesus Chediak                      | Jornalista, teatrólogo e cineasta | 78    | 08/05/2020    | [ 19 ]  |
| 20  | Lúcia Braga                        | Política; deputada federal pela Paraíba (1987-1995)/(2003-2007) | 85    | 08/05/2020    | [ 20 ]  |
| 21  | Vicente André Gomes                | Político; deputado federal por Pernambuco (1995–1999) | 68    | 08/05/2020    | [ 21 ]  |
| 22  | Abraham Palatnik                   | Artista plástico e inventor | 92    | 09/05/2020    | [ 22 ]  |
| 23  | Carlos José                        | Cantor | 85    | 09/05/2020    | [ 23 ]  |
| 24  | Sérgio Sant'Anna                   | Escritor | 78    | 10/05/2020    | [ 24 ]  |
| 25  | David Corrêa                       | Cantor e compositor | 82    | 10/05/2020    | [ 25 ]  |
| 26  | Lourdes Catão                      | Decoradora e socialite | 93    | 10/05/2020    | [ 26 ]  |
| 27  | Olga Savary                        | Escritora e crítica literária | 86    | 15/05/2020    | [ 27 ]  |
| 28  | Mário Chermont                     | Político; deputado federal pelo Pará (1991-1995) | 83    | 16/05/2020    | [ 28 ]  |
| 29  | Rafael Fragoso                     | Empresário e esportista de Hipismo | 62    | 17/05/2020    | [ 29 ]  |
| 30  | Wilson Braga                       | Político; governador da Paraíba (1983-1987) | 88    | 18/05/2020    | [ 30 ]  |
| 31  | Gil Vianna                         | Político; deputado estadual do Rio de Janeiro (2017-2020) | 54    | 19/05/2020    | [ 31 ]  |
| 32  | Dinaldo Wanderley                  | Político; prefeito de Patos (1997-2004) | 69    | 24/05/2020    | [ 32 ]  |
| 33  | Célio Taveira Filho                | Futebolista | 79    | 29/05/2020    | [ 33 ]  |
| 34  | Evaldo Gouveia                     | Músico e compositor | 91    | 29/05/2020    | [ 34 ]  |
| 35  | Nicolau dos Santos Neto            | Advogado e desembargador | 91    | 31/05/2020    | [ 35 ]  |
| 36  | Jimy Raw                           | Radialista | 58    | 02/06/2020    | [ 36 ]  |
| 37  | Miss Biá                           | Drag queen | 80    | 03/06/2020    | [ 37 ]  |
| 38  | Fabiana Anastácio                  | Cantora | 45    | 04/06/2020    | [ 38 ]  |
| 39  | Dulce Nunes                        | Atriz, cantora e compositora | 90    | 04/06/2020    | [ 39 ]  |
| 40  | Carlos Lessa                       | Economista | 83    | 05/06/2020    | [ 40 ]  |
| 41  | Carivaldina Oliveira da Costa      | Líder quilombola | 80    | 10/06/2020    | [ 41 ]  |
| 42  | Zenóbio Toscano                    | Político; prefeito de Guarabira (2013-2020) | 74    | 14/06/2020    | [ 42 ]  |
| 43  | José Gentil Rosa                   | Político; deputado estadual do Maranhão (2019-2020) | 80    | 15/06/2020    | [ 43 ]  |
| 44  | Renato de Jesus                    | Político; deputado estadual do Rio de Janeiro (1995-2011) | 57    | 15/06/2020    | [ 44 ]  |
| 45  | Paulinho Paiakã                    | Líder do povo indígena Kayapo | 66    | 16/06/2020    | [ 45 ]  |
| 46  | Mário Calixto Filho                | Empresário, jornalista e político; senador por Rondônia (2004-2005) | 73    | 17/06/2020    | [ 46 ]  |
| 47  | Sylvio Capanema                    | Advogado, desembargador, professor de Direito Civil | 82    | 20/06/2020    | [ 47 ]  |
| 48  | Bernaldina José Pedro              | Ativista | 75    | 24/06/2020    | [ 48 ]  |
| 49  | Papaléo Paes                       | Médico e político; senador (2003-2011) e vice-governador do Amapá (2015-2018) | 67    | 25/06/2020    | [ 49 ]  |
| 50  | Félix de Almeida Mendonça          | Político; deputado federal pela Bahia (1983–1987)/(1991–2011) | 92    | 26/06/2020    | [ 50 ]  |
| 51  | José Itamar de Freitas             | Jornalista | 85    | 01/07/2020    | [ 51 ]  |
| 52  | Eurídice Moreira                   | Político; deputado estadual da Paraíba (1995–1998) | 81    | 01/07/2020    | [ 52 ]  |
| 53  | Wanderley Mariz                    | Político; deputado federal pelo Rio Grande do Norte (1975–1987) | 79    | 02/07/2020    | [ 53 ]  |
| 54  | Aristoteles Atheniense             | Advogado, jurista e professor universitário | 84    | 03/07/2020    | [ 54 ]  |
| 55  | Antônio Bivar                      | Autor e dramaturgo | 81    | 05/07/2020    | [ 55 ]  |
| 56  | Domingos Mãhörõ                    | Cacique xavante, líder da aldeia Sangradouro e ativista | 60    | 06/07/2020    | [ 56 ]  |
| 57  | Nelson Meurer                      | Político; deputado federal pelo Paraná (1995–2019) | 77    | 12/07/2020    | [ 57 ]  |
| 58  | Gerardo Juraci Campelo Leite       | Político; deputado estadual do Piauí (1994-2015) | 88    | 13/07/2020    | [ 58 ]  |
| 59  | Manoel Batista Chaves Filho        | Político; prefeito de Ingá (2013-2020) | 64    | 16/07/2020    | [ 59 ]  |
| 60  | José Paulo de Andrade              | Jornalista e radialista | 78    | 17/07/2020    | [ 60 ]  |
| 61  | Ângela von Nowakonski              | Médica e pesquisadora | 67    | 17/07/2020    | [ 61 ]  |
| 62  | Henrique Soares da Costa           | Bispo católico; bispo de Palmares | 57    | 18/07/2020    | [ 62 ]  |
| 63  | José Mentor                        | Político; deputado federal por São Paulo (2003-2019) | 71    | 25/07/2020    | [ 63 ]  |
| 64  | Rodrigo Rodrigues                  | Jornalista | 45    | 28/07/2020    | [ 64 ]  |
| 65  | Gésio Amadeu                       | Ator | 73    | 05/08/2020    | [ 65 ]  |
| 66  | Aritana Yawalapiti                 | Ativista pelos direitos indígenas | 71    | 05/08/2020    | [ 66 ]  |
| 67  | Enio Mainardi                      | Publicitário | 85    | 08/08/2020    | [ 67 ]  |
| 68  | Andréia de Olicar                  | Cantora | 44    | 09/08/2020    | [ 68 ]  |
| 69  | Caio Narcio                        | Cientista social e político; deputado federal por Minas Gerais (2015-2019) | 33    | 16/08/2020    | [ 69 ]  |
| 70  | Elsimar Coutinho                   | Cientista e médico ginecologista | 90    | 17/08/2020    | [ 70 ]  |
| 71  | Ronaldo Adriano                    | Cantor | 70    | 21/08/2020    | [ 71 ]  |
| 72  | Sálvio Dino                        | Político; deputado federal pelo Maranhão (1963–1964)/(1974–1979) | 88    | 24/08/2020    | [ 72 ]  |
| 73  | Antônio de Jesus Dias              | Político; deputado federal por Goiás (1987-1993) | 78    | 03/09/2020    | [ 73 ]  |
| 74  | Joselito Falcão de Amorim          | Político; prefeito de Feira de Santana (1964-1967) | 101   | 05/10/2020    | [ 74 ]  |
| 75  | Parrerito                          | Cantor | 67    | 13/09/2020    | [ 75 ]  |
| 76  | Arolde de Oliveira                 | Político; senador pelo Rio de Janeiro (2019-2020) | 83    | 21/10/2020    | [ 76 ]  |
| 77  | João Peixoto                       | Político; deputado estadual do Rio de Janeiro (1998-2020) | 75    | 30/10/2020    | [ 77 ]  |
| 78  | José de Oliveira Fernandes         | Economista, professor e político; prefeito de Manaus (1979-1982) | 76    | 12/11/2020    | [ 78 ]  |
| 79  | João Alves Filho                   | Engenheiro e político; prefeito de Aracaju (2013-2017) | 79    | 23/11/2020    | [ 79 ]  |
| 80  | Roberto Leitão                     | Lutador | 83    | 28/11/2020    | [ 80 ]  |
| 81  | Rodela                             | Humorista | 66    | 02/12/2020    | [ 81 ]  |
| 82  | Eduardo Galvão                     | Ator | 58    | 07/12/2020    | [ 82 ]  |
| 83  | Artenir Werner                     | Político; deputado estadual de Santa Catarina (1979-1991) | 80    | 09/12/2020    | [ 83 ]  |
| 84  | Osvaldo Cochrane Filho             | Jogador de pólo aquático | 87    | 09/12/2020    | [ 84 ]  |
| 85  | Severiano Mário Porto              | Arquiteto | 90    | 10/12/2020    | [ 85 ]  |
| 86  | Farid Abrão David                  | Político; prefeito de Nilópolis (2017-2020) | 76    | 11/12/2020    | [ 86 ]  |
| 87  | Ubirany                            | Cantor e músico do grupo Fundo de Quintal | 80    | 11/12/2020    | [ 87 ]  |
| 88  | Carlos Eduardo Cadoca              | Político; deputado federal por Pernambuco (1999-2018) | 80    | 13/12/2020    | [ 88 ]  |
| 89  | Paulo César dos Santos (Paulinho)  | Cantor e músico do conjunto Roupa Nova | 68    | 14/12/2020    | [ 89 ]  |
| 90  | Marcelo Veiga                      | Futebolista e treinador | 56    | 14/12/2020    | [ 90 ]  |
| 91  | Orlando Duarte                     | Jornalista esportivo | 88    | 15/12/2020    | [ 91 ]  |
| 92  | Renê Weber                         | Futebolista e treinador | 59    | 16/12/2020    | [ 92 ]  |
| 93  | Nicette Bruno                      | Atriz | 87    | 20/12/2020    | [ 93 ]  |
| 94  | Matheus                            | Cantor | 57    | 22/12/2020    | [ 94 ]  |
| 95  | Irani Barbosa                      | Político; deputado federal por Minas Gerais (1991-1995) | 70    | 23/12/2020    | [ 95 ]  |
| 96  | Vilmar Ballin                      | Político; prefeito de Sapucaia do Sul (2009-2017) | 62    | 23/12/2020    | [ 96 ]  |
| 97  | Djalma Bastos de Morais            | Político; ministro das Comunicações (1993-1995) | 73    | 25/12/2020    | [ 97 ]  |
| 98  | Antônio Aiacyda                    | Político; prefeito de Mairiporã (2017-2020) | 71    | 28/12/2020    | [ 98 ]  |
| 99  | Ibsen Henrique de Castro           | Político; deputado federal por Goiás (1995-1999) | 82    | 30/12/2020    | [ 99 ]  |
| 100 | Cléber Eduardo Arado               | Futebolista | 48    | 02/01/2021    | [ 100 ] |
| 101 | Ricardo Akinobu Yamauti            | Político; prefeito de Praia Grande (1997-2000) | 71    | 03/01/2021    | [ 101 ] |
| 102 | Bonifácio Andrada                  | Advogado, jornalista, político e professor; deputado federal por Minas Gerais (1979-2019) | 90    | 05/01/2021    | [ 102 ] |
| 103 | Genival Lacerda                    | Cantor | 89    | 07/01/2021    | [ 103 ] |
| 104 | João Henrique de Souza             | Delegado de polícia, juiz eleitoral e político; deputado estadual da Paraíba (2007-2021) | 78    | 12/01/2021    | [ 104 ] |
| 105 | Algaci Tulio                       | Jornalista, radialista e político paranaense; vereador por Curitiba (1983-1987/2009-2013), deputado estadual pelo Paraná (1987-1996/1999-2003) e vice-prefeito de Curitiba (1989-1993/1997-1999) | 80    | 13/01/2021    | [ 105 ] |
| 106 | Eusébio Oscar Scheid               | Arcebispo emérito do Rio de Janeiro | 88    | 13/01/2021    | [ 106 ] |
| 107 | Maguito Vilela                     | Advogado e político; governador de Goiás (1995-1998) e prefeito de Goiânia (2021) | 71    | 13/01/2021    | [ 107 ] |
| 108 | Péricles Ferreira dos Anjos        | Médico e político; deputado estadual por Minas Gerais (1987-1999) | 77    | 14/01/2021    | [ 108 ] |
| 109 | Hamilton Carvalhido                | Ministro do Superior Tribunal de Justiça (1999-2011) | 79    | 17/01/2021    | [ 109 ] |
| 110 | Alex Periscinoto                   | Publicitário | 95    | 17/01/2021    | [ 110 ] |
| 111 | Geraldo Antônio Miotto             | Militar | 65    | 20/01/2021    | [ 111 ] |
| 112 | Fábio Lúcio Rodrigues Avelar       | Engenheiro e político; deputado estadual por Minas Gerais (1999-2011) | 71    | 26/01/2021    | [ 112 ] |
| 113 | Ygona Moura                        | Influenciadora brasileira | 23    | 27/01/2021    | [ 113 ] |
| 114 | Líber Gadelha                      | Guitarrista e produtor musical | 64    | 30/01/2021    | [ 114 ] |
| 115 | Édino Fonseca                      | Pastor e político; deputado estadual pelo Rio de Janeiro (2003-2014) | 74    | 03/02/2021    | [ 115 ] |
| 116 | Roberto Torres                     | Político; deputado federal por Alagoas (1987-1995) | 82    | 04/02/2021    | [ 116 ] |
| 117 | Zezinho Corrêa                     | Cantor, vocalista da banda Carrapicho | 69    | 06/02/2021    | [ 117 ] |
| 118 | José Maranhão                      | Político; governador (2009-2011) e senador pela Paraíba (2003-2009)/(2015-2021) | 87    | 08/02/2021    | [ 118 ] |
| 119 | Flávio Pinho                       | Futebolista | 91    | 23/02/2021    | [ 119 ] |
| 120 | Heyder Abas Palheta                | Futebolista | 87    | 23/02/2021    | [ 120 ] |
| 121 | Frederico Campos                   | Político; governador do Mato Grosso (1979-1983) | 93    | 01/03/2021    | [ 121 ] |
| 122 | Ruy Scarpino                       | Técnico de futebol | 59    | 03/03/2021    | [ 122 ] |
| 122 | José Carlos da Silva Júnior        | Político; senador pela Paraíba (1996-1999) | 94    | 05/03/2021    | [ 123 ] |
| 123 | Mauro Aparecido dos Santos         | Bispo católico; arcebispo de Cascavel | 66    | 11/03/2021    | [ 124 ] |
| 124 | Silvio Favero                      | Político; deputado estadual do Mato Grosso (2019-2021) | 54    | 13/03/2021    | [ 125 ] |
| 125 | David Dias Pimentel                | Bispo católico; bispo de São João da Boa Vista | 79    | 16/03/2021    | [ 126 ] |
| 126 | Euclides Scalco                    | Político; diretor-geral da Itaipu Binacional (1995-2002) e ministro-chefe da Secretaria-Geral da Presidência (2002)                                                                              | 88    | 16/03/2021    | [ 127 ] |
| 127 | Helenês Cândido                    | Político; governador de Goiás (1998-1999) | 86    | 17/03/2021    | [ 128 ] |
| 128 | Major Olímpio                      | Policial militar e político; senador por São Paulo (2019-2021) | 58    | 18/03/2021    | [ 129 ] |
| 129 | Zeno Veloso                        | Jurista, notário, professor e político; deputado estadual do Pará (1986-1990) | 75    | 18/03/2021    | [ 130 ] |
| 130 | Herzem Gusmão                      | Jornalista e político; prefeito de Vitória da Conquista (2017-2021) | 72    | 18/03/2021    | [ 131 ] |
| 131 | Irmão Lázaro                       | Cantor e político; deputado federal pela Bahia (2015-2019) e vereador de Salvador (2021) | 54    | 19/03/2021    | [ 132 ] |
| 132 | Luiz Ferreira Martins              | Médico, professor e político; deputado federal por São Paulo (1983-1987) | 85    | 20/03/2021    | [ 133 ] |
| 133 | Henrique do Rego Almeida           | Político; senador pelo Amapá (1991-1999) | 84    | 22/03/2021    | .       |
| 134 | Haroldo Lima                       | Político; deputado federal pela Bahia (1983-2003) e diretor-geral da Agência Nacional do Petróleo (2005-2011)                                                                                    | 81    | 24/03/2021    | [ 135 ] |
| 135 | Paulo Stein                        | Jornalista e locutor esportivo | 73    | 27/03/2021    | [ 136 ] |
| 136 | Cláudio Petraglia                  | Músico | 91    | 31/03/2021    | [ 137 ] |
| 137 | Ivair Nogueira do Pinho            | Político; prefeito de Betim (1991-1992) e deputado estadual de Minas Gerais (1995-2011) | 69    | 31/03/2021    | [ 138 ] |
| 138 | João Acaiabe                       | Ator | 76    | 31/03/2021    | [ 139 ] |
| 139 | Angelo Perugini                    | Político; prefeito de Hortolândia (2017-2021) | 65    | 01/04/2021    | [ 140 ] |
| 140 | Jean Luc Rosat                     | Voleibolista | 67    | 02/04/2021    | [ 141 ] |
| 141 | José Adauto Bezerra                | Político; governador do Ceará (1975-1978) | 94    | 03/04/2021    | [ 142 ] |
| 142 | Agnaldo Timóteo                    | Cantor, compositor, escritor e político | 84    | 03/04/2021    | [ 143 ] |
| 143 | Paulo Medina                       | Ministro do Superior Tribunal de Justiça (2001-2010) | 78    | 03/04/2021    | [ 144 ] |
| 144 | Robert de Almendra Freitas         | Político; deputado estadual do Piauí (1987-2002) | 73    | 05/04/2021    | [ 145 ] |
| 145 | Alfredo Bosi                       | Crítico literário | 84    | 07/04/2021    | [ 146 ] |
| 146 | Roseli Machado                     | Maratonista | 52    | 08/04/2021    | [ 147 ] |
| 147 | Ismael Ivo                         | Dançarino e coreógrafo | 66    | 08/04/2021    | [ 148 ] |
| 148 | Abdul Hamid Sebba                  | Político; deputado estadual de Goiás (1995-2003) | 86    | 09/04/2021    | [ 149 ] |
| 149 | Nelson Bornier                     | Político; deputado federal pelo Rio de Janeiro (2003-2012) e prefeito de Nova Iguaçu (2013-2016)                                                                                                 | 71    | 11/04/2021    | [ 150 ] |
| 150 | Pedro Ivo Ferreira Caminhas        | Político; deputado estadual de Minas Gerais (2001-2008) e vice-prefeito de Betim (2009-2012) | 68    | 11/04/2021    | [ 151 ] |
| 151 | Irondi Mantovani Pugliesi          | Política; deputada estadual do Paraná (1983-1999) | 73    | 12/04/2021    | [ 152 ] |
| 152 | Ruth Roberta de Souza              | Jogadora de basquete; campeã mundial | 52    | 13/04/2021    | [ 153 ] |
| 153 | José Carlos Schiavinato            | Político; deputado federal pelo Paraná (2019-2021) | 66    | 14/04/2021    | [ 154 ] |
| 154 | Gilmar de Carvalho                 | Professor | 71    | 17/04/2021    | [ 155 ] |
| 155 | Luiz Humberto Carneiro             | Político; deputado estadual de Minas Gerais (2003-2021) | 68    | 17/04/2021    | [ 156 ] |
| 156 | Alípio Freire                      | Jornalista | 75    | 22/04/2021    | [ 157 ] |
| 157 | Levy Fidelix                       | Político; presidente nacional do Partido Renovador Trabalhista Brasileiro (1994-2021) | 69    | 23/04/2021    | [ 158 ] |
| 158 | Walmir Oliveira da Costa           | Ministro do Tribunal Superior do Trabalho (2007-2021) | 63    | 28/04/2021    | [ 159 ] |
| 159 | Paulo Gustavo                      | Ator e humorista | 42    | 04/05/2021    | [ 160 ] |
| 160 | Willian Santiago                   | Ilustrador e designer gráfico | 30    | 04/05/2021    | [ 161 ] |
| 161 | Luiz Gonzaga Paes Landim           | Político; deputado estadual do Piauí (1979-1991) | 79    | 23/05/2021    | [ 162 ] |
| 162 | Cabo Almi                          | Político; deputado estadual do Mato Grosso do Sul (2011-2021) | 58    | 24/05/2021    | [ 163 ] |
| 163 | Nelson Sargento                    | Sambista | 96    | 27/05/2021    | [ 164 ] |
| 164 | Fábio Campana                      | Jornalista e escritor | 73    | 29/05/2021    | [ 165 ] |
| 165 | Marco Maciel                       | Político; vice-Presidente da República (1995-2003) | 80    | 12/06/2021    | [ 166 ] |
| 166 | Carlos Geraldo Langoni             | Economista, Ex-Presidente do Banco Central | 76    | 13/06/2021    | [ 167 ] |
| 167 | Ari Magalhães                      | Político; deputado federal pelo Piauí (1995-1999) | 92    | 15/06/2021    | [ 168 ] |
| 168 | Reynaldo Rayol                     | Músico e produtor artístico | 76    | 15/06/2021    | [ 169 ] |
| 169 | Laíla                              | Carnavalesco | 78    | 18/06/2021    | [ 170 ] |
| 170 | Lucas Pereira                      | Ex-jogador de futebol | 39    | 20/06/2021    | [ 171 ] |
| 171 | José Tavares da Silva Neto         | Político; deputado federal pelo Paraná (1983-1991) | 72    | 22/06/2021    | [ 172 ] |
| 172 | João da Rocha Ribeiro Dias         | Político; senador pelo Tocantins (1997-2000) | 69    | 26/06/2021    | [ 173 ] |
| 173 | Waldemar Marques de Oliveira Filho | Político; prefeito de Ferraz de Vasconcelos (1997-2000) | 69    | 03/07/2021    | [ 174 ] |
| 174 | Pedro Wosgrau Filho                | Político; prefeito de Ponta Grossa (2005-2012) | 73    | 13/07/2021    | [ 175 ] |
| 175 | Roberto Romano                     | Filósofo e professor | 75    | 22/07/2021    | [ 176 ] |
| 176 | Júlio Chaves                       | Dublador | 76    | 10/08/2021    | [ 177 ] |
| 177 | Tarcísio Meira                     | Ator | 85    | 12/08/2021    | [ 178 ] |
| 178 | Simão Sessim                       | Político; deputado federal pelo Rio de Janeiro (1979-2019) | 85    | 16/08/2021    | [ 179 ] |
| 179 | José Alberto Hermógenes            | Médico sanitarista | 76    | 23/08/2021    | [ 180 ] |
| 180 | Tarcísio Padilha                   | Filósofo e professor | 93    | 09/09/2021    | [ 181 ] |
| 181 | André Zacharow                     | Político; deputado federal pelo Paraná (2003-2015) | 82    | 10/09/2021    | [ 182 ] |
| 182 | Carlos Neder                       | Médico e político; deputado estadual por São Paulo (2005-2013) | 67    | 25/09/2021    | [ 183 ] |
| 183 | José Freire Falcão                 | Bispo católico; arcebispo emérito de Brasília | 95    | 27/09/2021    | [ 184 ] |
| 184 | Ernani Diniz Lucas                 | Cartunista, mas conhecido como Nani | 70    | 08/10/2021    | [ 185 ] |
| 185 | Lailson de Holanda                 | Cartunista e músico | 68    | 26/10/2021    | [ 186 ] |
| 186 | Geraldo Brindeiro                  | Ex-Procurador Geral da República (1995-2003) | 73    | 29/10/2021    | [ 187 ] |
| 187 | Tilden Santiago                    | Político; deputado federal e embaixador | 81    | 02/02/2022    | [ 188 ] |
| 189 | Maria Prestes                      | Militante política; viúva de Luis Carlos Prestes | 92    | 04/02/2022    | [ 189 ] |
| 190 | Geraldo Sarno                      | Diretor de cinema | 83    | 23/02/2022    | [ 190 ] |
| 191 | José Murilo de Carvalho            | Cientista político, historiador e membro da ABL | 83    | 13/08/2023    |         |